# Dziewczę ze Słonecznego Wzgórza
Dziewczę ze Słonecznego Wzgórza (oryg. Synnøve Solbakken) – norweskie opowiadanie Bjørnstjerne Bjørnsona z 1857 roku, opublikowane w odcinkach w „Illustreret Folkeblad”.
Akcja opowiadania rozgrywa się w norweskim środowisku wiejskim, a bohaterami są zamożni chłopi. Tytułowa bohaterka ma na imię Synnøve. Jest jedyną córką bogatego gospodarza, którego farma znajduje się na wyidealizowanym przez innych bohaterów Solbakken, czyli na „Słonecznym Wzgórzu”.

## Treść utworu
Rodzice Synnøve byli bardzo religijni i ściśle trzymali się nakazów Biblii. Należeli do sekty religijnej Haugego, która m.in. zakazywała tańców i uczestnictwa w tłumnych zabawach (przynależność do tej sekty w żadnym stopniu nie zmieniała faktu, że Solbakkenowie, jak wszyscy inni mieszkańcy wsi, chodzili do kościoła). Synnøve od dziecka podobała się swojemu rówieśnikowi, Torbjørnowi z Granlien, mieszkającemu w nieco uboższym gospodarstwie. Z biegiem lat Synnøve i Torbjørn, oboje niezwykle urodziwi, zakochali się w sobie. Jednak surowi rodzice dziewczyny nie zaakceptowali porywczego chłopaka, który często wdawał się w awantury. W jednej z bójek, podczas wesela kolegi, Torbjørn został niebezpiecznie ugodzony nożem. Kuracja trwała długo, a lekarz nie dawał większych nadziei na całkowity powrót do zdrowia. Torbjørn zerwał wtedy z Synnøwe, ona jednak go nie zostawiła. Jej największym sprzymierzeńcem w walce o ukochanego była przyjaciółka Ingrid, siostra Torbjørna. Kiedy chłopak wyzdrowiał, wraz z ojcem przyszedł do zagrody Solbakken, gdzie nastąpiły oświadczyny, a zaraz potem zgoda rodziców Synnøwe na ślub.